# MKB-10 poglavlje VIII: Bolesti uha i mastoidnih procesa

## (H60-H99) - Bolesti uha i mastoidnih procesa

### (H60-H62) - Bolesti vanjskog uha
- H60 Upala vanjskog uha
  - H60.0 Apsces vanjskog uha
  - H60.1 Celulitis vanjskog uha
  - H60.2 Otitis extema maligna
  - H60.3 Ostale infektivne upale vanjskog uha
  - H60.4 Kolesteatom vanjskog uha
  - H60.5 Akutna upala vanjskog uha, neinfektivna
  - H60.8 Druga upala vanjskog uha
  - H60.9 Upala vanjskog uha, nespecificirana

- H61 Druge bolesti vanjskog uha
  - H61.0 Perihondritis vanjskog uha
  - H61.1 Neinfektivni poremećaji pine
  - H61.2 Opturirajući cerumen
  - H61.3 Stečena stenoza zvukovoda
  - H61.8 Drugi specificirani poremećaji vanjskog uha
  - H61.9 Poremećaj vanjskog uha, nespecificiran

- H62* Bolesti vanjskog uha u bolestima svrstanim drugamo
  - H62.0* Upala vanjskog uha u bakterijskim bolestima svrstanim drugamo
  - H62.1* Upala vanjskog uha u virusnim bolestima svrstanim drugamo
  - H62.2* Upala vanjskog uha kod mikoza
  - H62.3* Upala vanjskog uha u drugim infektivnim i parazitarnim bolestima svrstanim drugamo
  - H62.4* Upala vanjskog uha u drugim bolestima svrstanim drugamo
  - H62.8* Drugi poremećaji vanjskog uha u bolestima svrstanim drugamo

### (H65-H75) - Bolesti srednjeg uha imastoida
- H65 Nesupurativna upala srednjeg uha (otitis media nonsuppurativa)'
  - H65.0 Akutna serozna upala srednjeg uha
  - H65.1 Druga akutna nesupurativna upala srednjeg uha
  - H65.2 Kronična serozna upala srednjeg uha
  - H65.3 Kronična mukoidna upala srednjeg uha
  - H65.4 Ostala kronična nesupurativna upala srednjeg uha
  - H65.9 Nesupurativna upala srednjeg uha, nespecificirana

- H66 Supurativna i nespecificirana upala srednjeg uha
  - H66.0 Akutna supurativna upala srednjeg uha
  - H66.1 Kronična tubotimpanična supurativna upala srednjeg uha
  - H66.2 Kronična atikoantralna supurativna upala srednjeg uha
  - H66.3 Druga kronična supurativna upala srednjeg uha
  - H66.4 Supurativna upala srednjeg uha, nespecificirana
  - H66.9 Upala srednjeg uha, nespecificirana

- H67* Upala srednjeg uha u bolestima svrstanim drugamo
  - H67.0* Upala srednjeg uha u bakterijskim bolestima svrstanim drugamo
  - H67.1* Upala srednjeg uha u virusnim bolestima svrstanim drugamo
  - H67.8* Upala srednjeg uha u drugim bolestima svrstanim drugamo

- H68 Salpingitis i opstrukcija Eustahijeve tube
  - H68.0 Salpingitis Eustahijeve tube
  - H68.1 Opstrukcija Eustahijeve tube

- H69 Drugi poremećaji Eustahijeve tube
  - H69.0 Patološki prohodna (patulozna) Eustahijeva tuba
  - H69.8 Drugi specificirani poremećaji Eustahijeve tube
  - H69.9 Poremećaj Eustahijeve tube, nespecificiran

- H70 Mastoiditis i srodna stanja
  - H70.0 Akutni mastoditis
  - H70.1 Kronični mastoiditis
  - H70.2 Petrozitis
  - H70.8 Drugi mastoditis i srodna stanja
  - H70.9 Mastoiditis, nespecificiran

- H71 Kolesteatom srednjeg uha
  - H71.0 Kolesteatomsrednjeg uha

- H72 Perforacija bubnjića (membrane timpani)
  - H72.0 Centralna perforacija bubnjića
  - H72.1 Perforacija bubnjića u atiku
  - H72.2 Druge rubne perforacije bubnjića
  - H72.8 Druge perforacije bubnjića
  - H72.9 Perforacija bubnjića, nespecificirana

- H73 Drugi poremećaji bubnjića
  - H73.0 Akutni miringitis
  - H73.1 Kronični miringitis
  - H73.8 Drugi specificirani poremećaji membrane timpani
  - H73.9 Poremećaj membrane timpani, nespecificiran

- H74 Druge bolesti srednjeg uha i mastoida
  - H74.0 Timpanoskleroza
  - H74.1 Otitis media adhaesiva
  - H74.2 Diskontinuitet lanca slušnih koščica i dislokacija slušnih koščica
  - H74.3 Druge stečene abnormalnosti slušnih koščica
  - H74.4 Polip srednjeg uha
  - H74.8 Drugi specificirani poremećaji srednjeg uha i mastoida
  - H74.9 Drugi poremećaj srednjeg uha i mastoida, nespecificiran

- H75* Druge bolesti srednjeg uha i mastoida u bolestima svrstanim drugamo
  - H75.0* Mastoiditis u infektivnim i parazitarnim bolestima svrstanim drugamo
  - H75.8* Drugi specificirani poremećaji srednjeg uha i mastoida u bolestima svrstanim drugamo

### (H80-H83) - Bolesti unutarnjeg uha
- H80 Otoskleroza
  - H80.0 Otoskleroza koja zahvaća fenestru ovalis, neobliterirajuća
  - H80.1 Otoskleroza koja zahvaća fenestru ovalis, obliterirajuća
  - H80.2 Kohlearna otoskleroza
  - H80.8 Druga otoskleroza
  - H80.9 Otoskleroza nespecificirana

- H81 Poremećaji vestibularne funkcije
  - H81.0 Menierova bolest
  - H81.1 Benigni paroksizmalni vertigo
  - H81.2 Vestibularni neuronitis
  - H81.3 Drugi periferni vertigo
  - H81.4 Vertigo centralnog podrijetla
  - H81.8 Drugi poremećaji vestibularne funkcije
  - H81.9 Poremećaj vestibularne funkcije, nespecificiran

- H82* Vertiginozni sindrom u bolestima svrstanim drugamo
  - H82.0* Vertiginozni sindrom u bolestima svrstanim drugamo

- H83 Druge bolesti unutrašnjeg uha
  - H83.0 Labirintitis
  - H83.1 Fistula labirinta
  - H83.2 Poremećaj funkcije labirinta
  - H83.3 Posljedice djelovanja buke na unutrašnje uho
  - H83.8 Druge specificirane bolesti unutrašnjeg uha
  - H83.9 Bolest unutrašnjeg uha, nespecificirana

### (H90-H95) - Ostali poremećaji uha
- H90 Provodi (konduktivni) i zamjedbeni (perciptivni)gubitak sluha
  - H90.0 Konduktivni gubitak sluha, obostrani
  - H90.1 Konduktivni gubitak sluha, jednostrani, a očuvanim sluhom na suprotnoj strani
  - H90.2 Konduktivni gubitak sluha, nespecificiran
  - H90.3 Perceptivni gubitak sluha, obostrani
  - H90.4 Perciptivni gubitak sluha, jednostrani, s očuvanim sluhom na suprotnoj strani
  - H90.5 Perciptivni gubitak sluha, nespecificiran
  - H90.6 Mješoviti konduktivni i perceptivni gubitak sluha, obostrano
  - H90.7 Mješoviti konduktivni i perciptivni gubitak sluha, jednostrano, s očuvanim sluhom na suprotnoj strani
  - H90.8 Mješoviti konduktivni i perceptivni gubitak sluha, nespecificiran

- H91 Drugi gubitak sluha
  - H91.0 Ototoksični gubitak sluha
  - H91.1 Prezbiakuzija
  - H91.2 Iznenadni idiopatski gubitak sluha
  - H91.3 Gluhonijemost koja nije svrstana drugamo
  - H91.8 Drugi specificirani gubitak sluha
  - H91.9 Gubitak sluha, nespecificiran

- H92 Bol u uhu (otalgija i izljev iz uha
  - H92.0 Otalgija
  - H92.1 Otorrhoa
  - H92.2 Otorrhagia

- H93 Drugi poremećaji uha nesvrstani drugamo
  - H93.0 Degenerativni i vaskularni poremećaji uha
  - H93.1 Tinnitus (šum u uhu)
  - H93.2 Druga abnormalnost slušne percepcije
  - H93.3 Poremećaji akustičnog živca
  - H93.8 Drugi specificirani poremećaji uha
  - H93.9 Poremećaj uha, nespecificiran

- H94* Drugi poremećaji uha u bolestima svrstanim drugamo
  - H94.0* Akustični neuritis u infektivnim i parazitarnim bolestima svrstanim drugamo
  - H94.8* Drugi specificirani poremećaji uha u bolestima svrstanim drugamo

- H95 Poremećaji uha i mastoida nakon određenih zahvata, koji nisu svrstani drugamo
  - H95.0 Povratni (rekurentni) kolesteatom trepanacijske šupljine nakon mastoidektomije
  - H95.1 Drugi poremećaji nakon mastoidektomije
  - H95.8 Drugi poremećaji uha i mastoidnog nastavka nakon određenih zahvata
  - H95.9 Poremećaj uha i mastoida nakon određenih zahvata, nespecificiran

## Vanjske poveznice
- MKB-10 (H60-H95) 2007. - WHO[neaktivna poveznica]